# موراي نيكسون
موراي نيكسون (بالإنجليزية: Murray Nixon)‏ هو سياسي أسترالي، ولد في 20 يونيو 1936.